# Гуамский институт
Гуамский институт, расположенный в городе Хагатна, Гуам, был включен в Национальный реестр исторических мест США в 1977 году; список включал одно действующее здание. Он был построен в 1911 году. Также был известен как Дом Хосе П. Лухан.
Дом примечателен как один из немногих домов в Агане, сохранившихся до Второй мировой войны. Он был построен плотником и краснодеревщиком Хосе Пангелинаном Луханом, который арендовал дом и позже жил в нём, пока не покинул дом в 1928 году. Лужан владел домом до 1969 года.
В этом доме находился Гуамский институт, «единственная успешная частная школа довоенного периода» на Гуаме, с 1928 года до закрытия института в декабре 1941 года во время вторжения японцев.
Дом был поврежден тайфуном Памела в 1976 году; На фотографиях 1977 года он находился в плохом состоянии.
Тем не менее, владелец получил федеральный грант для поддержки восстановления здания в 1980—1982 гг. В проделанной работе использовались «дизайн, материалы (дерево ифил) и мастерство для сохранения первоначального характера здания».
Это один из пяти домов до Второй мировой войны, которые составляют исторический район Аганы, внесённые в Национальный реестр исторических мест США.